# Mosaico (personaggio)
Mosaico (Jigsaw), il cui vero nome è Billy Russo, è un personaggio dei fumetti creato da Len Wein (testi) e Ross Andru (disegni) pubblicato dalla Marvel Comics. La sua prima apparizione avviene in The Amazing Spider-Man (vol. 1) n. 162 (novembre 1976).
Spietato sicario del Maggia, rimasto orrendamente sfigurato a seguito di uno scontro col Punitore, ne diviene la nemesi.

## Biografia del personaggio

### Origini
Nato a New York, Billy Russo viene cacciato di casa a dieci anni dal padre violento e alcolizzato, cosa che lo porta a farsi strada nella criminalità newyorkese divenendo prima un ladruncolo e successivamente un sicario al soldo del Maggia soprannominato Billy "Il Bello" (The Beaut) per via del suo bell'aspetto. Si sposa giovanissimo con una donna di nome Sandy. In seguito, brutalizza ripetutamente sia lei che il loro unico figlio, Henry.
Dopo la disastrosa esecuzione mafiosa che provoca inavvertitamente il massacro della famiglia Castle, Russo viene incaricato da Bruno Costa di assassinare chiunque li avesse conosciuti o avesse legami con essi, compito che Russo esegue meticolosamente ignaro tuttavia che Frank Castle sia sopravvissuto. Divenuto il Punitore, Castle rintraccia Russo poco dopo all'interno di un nightclub, uccide tutti i suoi uomini e scaraventa il criminale contro una vetrata, ferendogli a tal punto il volto da far sì che anche i migliori interventi di chirurgia plastica riescano solo a ricucirlo a mo' di puzzle.

### Mosaico
Ribattezzatosi "Mosaico", Russo tenta di vendicarsi incastrando per omicidio il Punitore, che però viene aiutato da Nightcrawler e dall'Uomo Ragno. In seguito, Russo tenta di depredare un battello, venendo sconfitto nuovamente dall'Uomo Ragno. Riuscito a drogare Punisher e costringendolo a colpire gli innocenti, Russo tenta senza successo di assassinarlo in molteplici occasioni.
Alleatosi con il reverendo Samuel Smith, leader di un belligerante culto religioso al servizio di Lucifero, Mosaico ottiene un nuovo volto grazie ai poteri soprannaturali dell'uomo, ma finisce nuovamente sfigurato nel seguente scontro con il Punitore e scompare in una foresta del Venezuela venendo dato per morto. Una volta ripreso, il criminale tenta di rientrare illegalmente nel paese, venendo però arrestato e imprigionato a Ryker's Island.
L'ossessione di Mosaico per il Punitore diviene tanto profonda che, quando quest'ultimo inscena la propria morte, il folle gangster decide di vestirne i panni per uccidere i presunti responsabili della sua morte, colpevoli a detta di Russo di averlo privato di un suo diritto esclusivo.
Tempo dopo, Mosaico si mette a capo di un traffico d'armi venendo subito arrestato da Devil e dalla Vedova Nera. Imprigionato nel carcere per superumani denominato Raft, Mosaico torna a piede libero dopo l'evasione di massa provocata da Electro, venendo successivamente rintracciato e sconfitto da Tigra. L'esperienza lo lascia tanto umiliato da convincerlo a entrare nel sindacato criminale di Hood. Il sindacato lo aiuta a prendersi la rivincita sulla supereroina minacciando di morte la madre. Tigra si lascia picchiare selvaggiamente e Mosaico riprende il tutto con una videocamera. Su commissione di Hood, Mosaico assale poi il Sanctum Sanctorum nel tentativo di assassinare Jessica Jones e Danielle Cage, ma viene ancora una volta fermato dall'Uomo Ragno.

### Dark Reign
Mosaico riprende la sua faida con il Punitore, arrivando a vestire un costume identico a quello di Castle ma dai colori invertiti. Dopo l'ennesima battaglia con il vigilante in cima al ponte di Brooklyn, Mosaico viene preso in custodia dallo S.H.I.E.L.D. e spostato in un centro correttivo dell'H.A.M.M.E.R. quando Norman Osborn assume il controllo dell'organizzazione, cosa che gli permette per vie traverse di ritornare al servizio di Hood scontrandosi successivamente coi Nuovi Vendicatori.
Qualche tempo dopo, Russo dà vita ai "Fratelli Mosaico" alleandosi con Stuart Clarke, criminale sfigurato in maniera analoga a lui. Assolda Lady Gorgon, che si finge la rediviva Maria Castle per attirare in trappola Punisher, ma nel corso dell'operazione Mosaico tradisce Clarke e affronta l'eterno nemico sul tetto del suo stesso quartier generale. Al termine dello scontro, Mosaico precipita nelle fiamme  ma riesce a sopravvivere.

## Poteri e abilità
Mosaico dispone di una prestanza fisica paragonabile a quella di Punisher. È un ottimo leader criminale ed un abile stratega. Le sue modalità operative non ortodosse lo rendono imprevedibile. Come sicario del Maggia è inoltre un esperto di combattimento corpo a corpo e nell'uso di tutte le armi, nonché un eccellente tiratore.

## Altre versioni

### 2099
Nel futuro di Marvel 2099, il cyborg Multi-Fractor, affiliato al sindacato criminale di Cyber-Nostra, muore dopo aver affrontato Il Punitore 2099 venendo successivamente resuscitato con pezzi di cadaveri e componenti animali divenendo così l'essere noto come "Mosaico 2099", che affronta più volte il vigilante in cerca di vendetta venendo puntualmente sconfitto.

### Crossover Marvel/DC Comics
Mosaico compare in numerosi crossover tra Marvel e DC Comics:
- In Batman/Punisher, si allea con Joker per uccidere Punisher e Batman (Jean Paul Valley), ma fallisce[27].
- In Punisher/Batman, sequel della storia succitata, si fa ricostruire chirurgicamente il viso, venendo in seguito nuovamente sfregiato da una granata ed arrestato[28].
- Nell'universo Amalgam, Mosaico viene fuso con Cheetah dando vita a Billy Minerva (Pelt-Man)[29].

### Marvel Noir
Nella serie The Punisher Noir, Mosaico, Barracuda e il Russo sono una coalizione di gangster assoldati da Dutch Schultz per assassinare Frank Castelione il cui figlio, una volta adulto, assume l'identità di "Punisher" al fine di vendicarsi di loro; rintracciato dal vigilante, Mosaico viene ucciso con una garrota.

### MAX
Il personaggio è stato trasposto nella serie Marvel MAX PunisherMAX, dove è dipinto come un potente signore della droga il cui impero criminale in Messico viene smantellato da Punisher che, successivamente, lo scaraventa da una finestra facendolo precipitare sul vagone di un treno in corsa. Ricompare successivamente, alleatosi con altri nemici di Punisher in cerca di vendetta.

### Terra X
Nell'universo di Terra X, Mosaico e lo Sciacallo sono tra i pochi abitanti del Regno dei Morti ad essere coscienti della loro condizione approfittandone per tormentare Frank Castle e la sua famiglia fino a che essi realizzano a loro volta di essere morti. Come punizione per le loro azioni i due vengono banditi in un limbo.

## Altri media

### Cinema
- Mosaico sarebbe dovuto apparire nel film The Punisher (2004)[35] ma è stato successivamente deciso di riservarlo per il sequel,[36] in seguito abbandonato.
- Il personaggio, interpretato da Dominic West, è l'antagonista principale del film Punisher - Zona di guerra (2008) dove tuttavia viene ribattezzato Billy Russotti e, nell'versione italiana, viene chiamato "Puzzle" anziché "Mosaico".

### Televisione
- Billy Russo è l'antagonista principale della serie televisiva del Marvel Cinematic Universe The Punisher, interpretato da Ben Barnes.[37]

### Videogiochi
- Mosaico è il boss finale del videogioco NES del 1990 The Punisher.
- Nel picchiaduro a scorrimento del 1993 The Punisher, sviluppato da Capcom e Marvel, Mosaico è un semi-boss dell'ultimo livello.
- Il personaggio compare nel videogioco del 2005 The Punisher ispirato alla trasposizione cinematografica del 2004; in questa versione Mosaico è John Saint, figlio di Howard Saint, rimasto orribilmente sfigurato in seguito ai fatti della pellicola e pronto a vendicarsi dell'antieroe.
- Mosaico è un personaggio giocabile nello sparatutto in prima persona del 2009 The Punisher: No Mercy, prodotto da Zen Studios e Marvel ispirandosi al film Punisher - Zona di guerra.